# Universitas Jambi
Universitas Jambi är ett universitet i Indonesien. Det ligger i provinsen Jambi, i den västra delen av landet, 600 km nordväst om huvudstaden Jakarta. 